# Aéroport de Clyde River
L'aéroport de Clyde River est un aéroport situé au Nunavut, au Canada.